# Camera di commercio di Padova
La Camera di commercio di Padova è un ente autonomo di diritto pubblico che svolge funzioni di interesse generale per le imprese della provincia di Padova, curandone lo sviluppo nell’ambito locale. Tra le principali funzioni della Camera di commercio si segnala la cura del Registro delle imprese, ossia l’anagrafe digitale di tutte le imprese che garantisce e certifica la loro esistenza e tutto ciò che riguarda le aziende; l’organizzazione di eventi promozionali per i prodotti e le attività locali; il supporto per l’accesso al credito per le imprese e il cofinanziamento di iniziative di carattere locale utili per promuovere e sostenere le imprese del territorio, oltre a progetti per favorire l'innovazione e il trasferimento tecnologico alle imprese.

## Introduzione
La Camera di commercio, industria, artigianato e agricoltura di Padova  è un'istituzione nata nel 1811, sotto il regno di Napoleone Bonaparte. È un ente di diritto pubblico dotato di personalità giuridica e, in quanto ente autonomo locale, svolge funzioni e compiti di interesse generale per il mondo delle imprese della provincia di Padova. In particolare svolge attività di osservazione, regolazione, tutela e promozione del mercato con l'obiettivo di sostenere e contribuire allo sviluppo del mondo delle imprese della provincia padovana.
La mission della Camera di commercio di Padova è quella di creare opportunità di sviluppo ed essere sempre al fianco delle imprese del territorio per sviluppare un ecosistema territoriale dell’innovazione basato sulla crescita qualitativa e sostenibile, sostenendo con efficienza, professionalità e capacità di innovazione continua le imprese del territorio e le iniziative strategiche. La volontà della Camera di commercio di Padova è di essere sempre più punto di riferimento che valorizza la propria identità quale motore di sviluppo per la realtà socio economica della provincia per le esigenze delle imprese, dei consumatori e degli altri portatori degli interessi generali dell'economia padovana, con autorevolezza, efficienza e professionalità.

## Storia

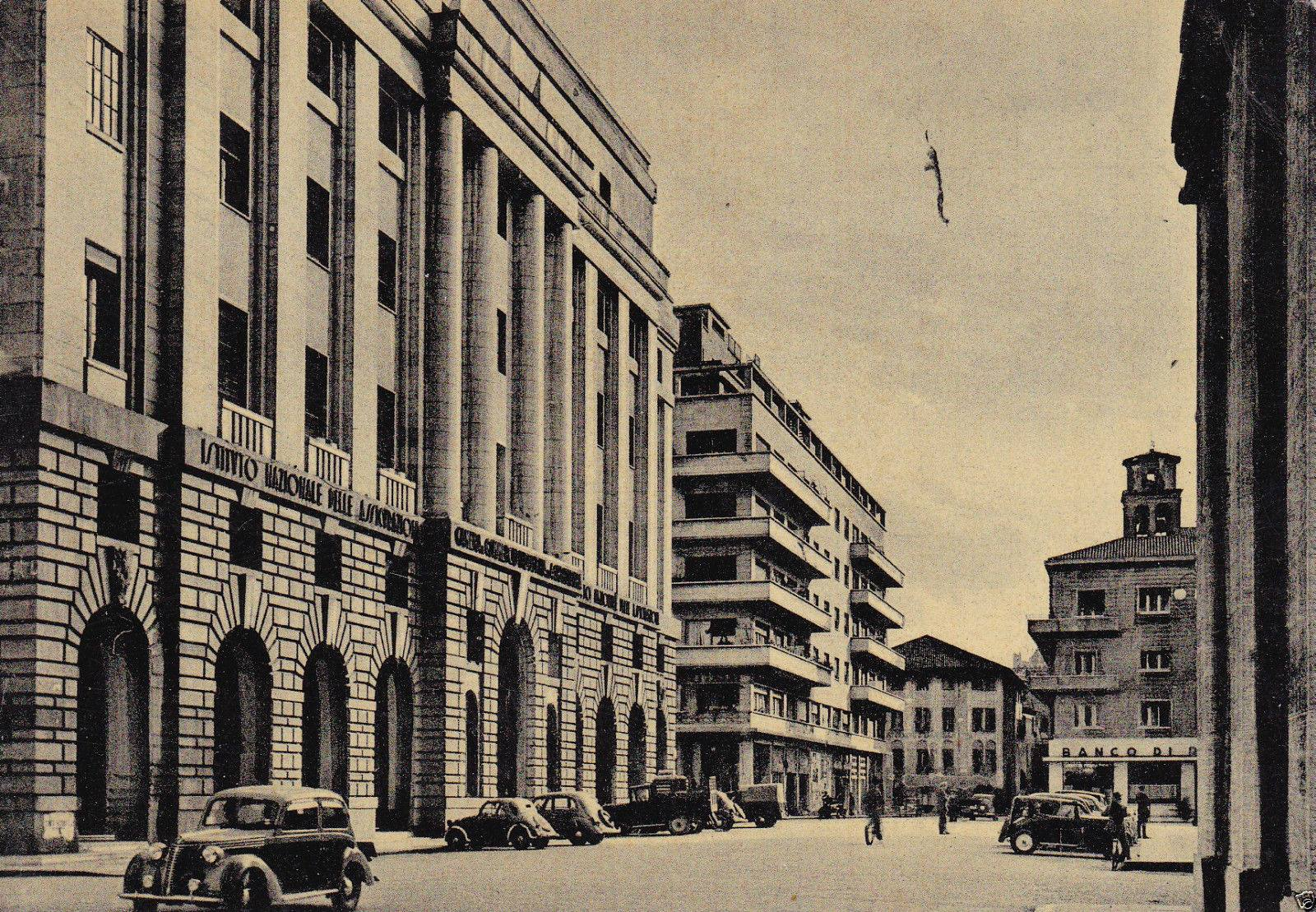
Veduta storica della sede camerale in piazza Insurrezione

### Cronologia degli eventi più rilevanti nella storia dell'Ente
Il 27 dicembre 1811 nasce la Camera di commercio, arti e manifatture di Padova. Muove i primi passi in un mondo che non se la passa troppo bene. Nel Veneto comanda Napoleone Bonaparte e Padova fa parte del Regno d'Italia, di cui è appunto Re Napoleone. La sede dell'ente è in piazza dei Signori a Padova, presso il palazzo del Capitanio. Nel 1865 viene nominato presidente della Camera di commercio Moisé Vita Jacur, primo presidente eletto poiché dal 1811 i presidenti erano sempre stati i delegati del Re. Nel 1866 Padova viene annessa al nuovo Regno d'Italia e l'anno successivo viene estesa alla Camera di commercio di Padova la prima legge italiana (n. 680/1862) sulle "camere di commercio e arti".
Nel 1873 viene istituita la Borsa merci (cereali, farina, sementi, ecc.), che sarà successivamente soppressa nel 1935. È del 1910 il passaggio alla nuova denominazione "camere di commercio e industria", a seguito della legge n. 121/ 1910 che le definisce per la prima volta enti di diritto pubblico. Viene introdotta la denuncia obbligatoria delle imprese al Registro Ditte.
Nel 1914 la sede della Camera di commercio di Padova viene trasferita in un palazzo in via VIII febbraio, precedentemente occupato dalle Poste.
Il 1919 è una data molto importante per l'intera economia locale: si tiene la prima Fiera dei Campioni, voluta dalla Camera di commercio. Nel 1931 viene istituito l'Ente autonomo magazzini generali di cui la Camera di commercio di Padova è socia, e in questo stesso anno la denominazione delle Camere cambia ancora in "Consiglio dell'economia corporativa". Nel 1936 la sede camerale viene trasferita nel nuovo palazzo in via Spalato (ora piazza Insurrezione).
Nel 1943, in piena Seconda Guerra Mondiale, un bombardamento aereo distrugge il Salone della Borsa della nuova sede e nel 1944 vengono ricostituite - con decreto del Re - nelle province liberate, le Camere di Commercio, Industria e Agricoltura (il settore dell'artigianato verrà inserito nel 1966). Il presidente è nominato dal Governo e la Giunta dal Prefetto.
Nel 1946 la Camera di Padova elabora uno studio preliminare sulla nuova Zona Industriale di Padova e nel 1950 viene istituito il Premio (annuale) per il lavoro ed il progresso economico. Un anno dopo, nel 1951, viene ricostituita la Borsa Merci e creata la Camera Arbitrale per la risoluzione delle controversie commerciali relative ai prodotti trattati in Borsa. 
il 1956 è l'anno di nascita del Consorzio per la Zona Industriale di Padova, mentre nel 1964 entra in funzione l'autostrada Padova-Brescia (Serenissima) di cui la Camera è socia ed inizia il processo di meccanizzazione dei servizi camerali (tramite schede perforate) cominciando dal Registro Ditte e dall'Ufficio Ragioneria.
Nel 1971 la Camera di commercio incarica un esperto di informatica per predisporre programmi di elaborazione elettronica dei dati relativi al Registro Ditte e Albi camerali e due anni dopo, nel 1973, viene costituita la società Interporto Merci Padova tra Camera di commercio, Comune di Padova, Provincia di Padova e Ferrovie dello Stato: l'obiettivo è quello di sviluppare il traffico merci tramite container da insediare nella zona industriale presso il Porto fluviale, previsto come terminal dell'Idrovia Padova - Venezia.
Grazie a un'intuizione del professor Mario Volpato, il 20 dicembre 1974 viene costituita la società Cerved (Centro Elettronico Regionale Veneto Elaborazione Dati, oggi InfoCamere), che assieme all'Interporto di Padova cambierà la realtà economica di Padova, dando alla città un ruolo nazionale nello sviluppo informatico e nel trasporto intermodale delle merci, due risorse che si riveleranno strategiche per il futuro.
Nel 1985 nasce nella Zona Industriale di Padova il Centro Grossisti dei Tessili e nel 1986 vengono aperte le prime sedi decentrate della Camera di commercio a Cittadella e Monselice. L'anno 1988 vede dapprima l'istituzione dell'Azienda speciale TecnoPadova, quale centro di assistenza per le piccole imprese nell'approccio alle nuove tecnologie (poi chiusa nel 2001 per confluire nel Parco Scientifico e Tecnologico Galileo di Padova), e successivamente il completamento, da parte di Cerved S.p.A. del collegamento informatico in rete di tutte le Camere di Commercio d'Italia.
Nel 1996 diventa operativo il nuovo Registro delle Imprese.
Il 20 novembre 1997 si insedia il primo Consiglio camerale, con 32 componenti, previsto dalla legge di riforma n. 580/1993. Sempre in quell'anno viene costituito il Parco Scientifico e Tecnologico Galileo, di cui la Camera è socia al 40%. Due anni dopo, in maggio 1999 il Consiglio camerale approva il primo statuto della Camera di commercio di Padova previsto dalla legge 580/1993.
Dal 2003 al 2005 viene ristrutturata la sede di piazza Insurrezione e nel 2006 nasce e diventa operativa Padova Promex, l'Azienda speciale della Camera di commercio per l'internazionalizzazione: una realtà strategica che prende per mano le aziende e le accompagna in missioni economiche in tutto il mondo.
Nel 2011 l'Ente celebra l'anniversario dei 200 anni dalla sua nascita con diverse iniziative ed eventi sul territorio provinciale per avvicinare sempre più imprese ai servizi offerti. Fra le iniziative celebrative realizzate, anche la pubblicazione del volume "Due secoli di opportunità di sviluppo - 1811-2011, una storia che continua".
Negli ultimi 3 anni (2013-2016) la Camera di commercio di Padova è stata pioniera a livello nazionale in tema di semplificazione amministrativa e per favorire la digitalizzazione tra le imprese. Nel 2013, a seguito di un confronto avuto con l'allora Ministro dello Sviluppo Economico Flavio Zanonato, in occasione della seduta del Consiglio camerale del 25 ottobre presso la sede di Infocamere a Padova, la Giunta della Camera di commercio di Padova ha deliberato di proporre al Ministero per lo Sviluppo Economico (ai sensi e per gli effetti di cui all’articolo 2, comma 9, della legge n. 580/1993) una proposta di intervento legislativo mirata a semplificare ulteriormente lo Sportello Unico per le Attività Produttive (SUAP), attraverso l'unificazione del front office telematico del SUAP. La proposta mirava a far evolvere l’attuale situazione di frammentazione territoriale del front office dei SUAP in una situazione di piena omogeneità a livello nazionale garantita dall’infrastruttura gestita dal Sistema camerale (). 
Assieme alla firma digitale, alla diffusione della PEC (Posta elettronica certificata), all’informatizzazione di gran parte degli adempimenti amministrativi del Registro delle Imprese, e più recentemente alla messa a disposizione della possibilità di ricevere il certificato delle imprese in lingua inglese oltre a poter richiedere telematicamente (dal 2 gennaio 2017) tutti i certificati e documenti necessari per il commercio estero, la diffusione della cultura digitale, in particolare nei confronti delle micro e piccole imprese, è un obiettivo che la Camera di commercio di Padova considera primario per la competitività del sistema economico provinciale.
Nel 2015 la Camera di commercio di Padova ha avviato (prima camera di commercio in Italia a farlo) un processo di uscita dalle società partecipate ritenute non strategiche, quali ad esempio Tecnoholding SpA. Grazie a questa volontà di dismettere le proprie quote dalle partecipate, la Camera di commercio potrà reinvestire il ricavato sul territorio di competenza e creare così valore e le condizioni migliori affinché le aziende possano competere meglio sul mercato.
Il 4 ottobre 2016, in tema di supporto dell'ente camerale padovano ai temi della riforma del Sistema camerale, la Camera di commercio di Padova, rappresentata dal presidente Fernando Zilio e dal segretario generale Maurizio Pirazzini, ha partecipato (con le consorelle di Roma, Verona, Matera e Bari) a un'audizione presso la decima Commissione del Senato per le Attività produttive. Nell'occasione, la Camera di commercio di Padova è stato l'unico ente a presentare un documento con proposte di emendamento e connotato da passaggi di natura politica fortemente innovativi su temi delicati come l'elezione diretta della governance da parte delle imprese. Durante l'audizione, oltre a confermare le proposte di sistema sulla rimodulazione dei tagli sul Diritto annuale e le tutele per il personale sia con contratto pubblico che privato, la Camera di Padova ha presentato proposte concrete relative allo sviluppo del Registro Imprese fra cui l'estensione degli atti standard, il potenziamento della Pec, il passaggio di competenze dal Giudice del Registro alla Camera, e la pubblicazione con acquisizione d'ufficio dall'Agenzia delle Entrate dei dati economico-patrimoniali delle società di persone.
Sempre in quest'anno si segnalano altre due importanti azioni in chiave di sviluppo innovativo a favore delle imprese: nel mese di agosto alla Camera di commercio di Padova è nata la prima Start Up padovana con una nuova procedura on line, in meno di un'ora e senza la presenza del notaio: tutto a tempo di record. È stato il primo caso in Italia, cui hanno fatto seguito decine di casi analoghi nei mesi successivi.
Nel 2016 l'ente ha inoltre avviato il Progetto "Padova 4.0 - Quattro temi partendo da zero", che si propone di scrivere nuove pagine per lo sviluppo futuro di Padova e la sua provincia attraverso un percorso di progettazione partecipata per lo sviluppo di una “soft city” metropolitana.

## I presidenti
Nella storia della Camera di commercio di Padova a decorrere dal 1869 si sono succeduti al vertice 17 presidenti.
Moisè Vita Jacur (1869-1877). Banchiere privato, è tra i fondatori delle Assicurazioni Generali. 
Giovanni Battista Maluta (1878-1884). Commerciante, nel 1871 è stato uno dei fondatori della Banca Veneta di Depositi e Conti Correnti. 
Vincenzo Stefano Breda (1885-1887). Ingegnere padovano, politico (fu anche deputato e senatore) e imprenditore, si dimette dopo soli due anni.
Augusto Corinaldi (1887-1888). Operò a lungo nel campo dell’agricoltura. Viene eletto presidente nel 1887, ma muore l’anno successivo.
Giovanni Maluta (1888-1897). Fratello di Giovanni Battista, commerciante e presidente di varie banche cittadine.
Antonio Tessaro (1898-1901). Commerciante di legnami, arriva alla presidenza dopo non pochi contrasti con Giovanni Maluta, suo predecessore. 
Paolo Camerini (1902-1903). Creatore a Piazzola di un vasto centro agroalimentare e di alcune importanti fabbriche, fa realizzare a proprie spese la ferrovia Piazzola-Padova. Deputato dal 1903.
Amedeo Corinaldi (1904-1910). Ingegnere ed esperto enologo, figlio di Augusto Corinaldi.
Romeo Mion (1911-1918). Esperto in campo bancario e assicurativo, consigliere comunale ed assessore.
Vittorio Fiorazzo (1918-1927). Imprenditore nel settore delle costruzioni. Il suo nome rimane legato all’istituzione della Fiera campionaria di Padova, avvenuta nel giugno 1919, della quale fu primo presidente fino al 1923.
Ettore Da Molin (1945-1959). Membro del direttivo di Unioncamere, dal 1953 si è attivato per la costituzione della nuova Zona Industriale di Padova. 
Benvenuto Bisello (1959-1969). Commerciante, il suo nome è legato alla nascita del Consorzio Zip nel 1961.
Mario Volpato (1969-1982). Professore universitario, portò la sua forma mentis di studioso nelle istituzioni. Fondò nel 1974 il Cerved (ora Infocamere), la struttura che ha contribuito a informatizzare i servizi di tutte le Camere di Commercio creando per la prima volta una rete interconnessa tra enti pubblici. Volpato è tra i fondatori dell’Interporto Merci di Padova e tra i promotori dell’Idrovia Padova-Venezia. 
Antonio Frigo (1982-1997). Industriale. Ha dato continuità all’azione del professor Volpato e si è battuto per il completamento dell’idrovia. Per due mandati è stato anche presidente di Unioncamere Veneto.
Gianfranco Chiesa (1997-2008). Commerciante, presidente dell’Ascom Padova dal 1997 al 2005. Dal 2004 al 2006 è stato presidente del Consorzio Zip. È stato inoltre presidente di Tecnoholding, società del sistema camerale italiano.
Roberto Furlan (2008-2013). Rappresentante del mondo industriale padovano in qualità di socio di una fra le maggiori società di ingegneria italiane. È stato vicepresidente di Tecnoholding, nonché membro dell’esecutivo di Unioncamere Nazionale.
Fernando Zilio (2013-2018). Rappresentante del settore Commercio e Terziario, è stato eletto nel giugno 2013. Da giugno 2015 è stato anche presidente di Padova Promex, Azienda Speciale della Camera di commercio di Padova per l'internazionalizzazione delle imprese. È stato presidente di Ascom Padova dal 2005 al 2014 e presidente della società Infocert (leader del mercato italiano nei servizi di digitalizzazione e dematerializzazione) dal 2010 a marzo 2016. Ha ricoperto inoltre la carica di presidente di Unioncamere Veneto da novembre 2013 a novembre 2015, periodo che lo ha visto anche componente del Comitato Esecutivo di Unioncamere Nazionale.
Antonio Santocono (dal giugno 2018). L'attuale presidente è anche presidente e socio di Corvallis, una delle principali società di information technology a capitale italiano, con sede a Padova.